# 范士髦
范士髦（1611年—？），號鹿野，北直隸真定府宁晋县人，明朝末年政治人物。

## 生平
天啓七年（1627年）丁卯科順天鄉試舉人，崇祯七年（1634年）登甲戌科三甲第四名進士，在
都察院观政，授大理寺左评事，十二年考选工科给事中，管节慎库。十四年升兵科右，十五年升工科左，十六年升山西冀南道副使。

## 家族
曾祖范鉴，祖范敬之，父范一爵。

## 引用
1. ↑  《崇禎七年甲戌科進士三代履歷》：范士髦，曾祖鉴，祖敬之，父爵。口□，书一房，辛亥年十月初七日生，真定府宁晋县人，□□□试，会一百二十三名，三甲四名，都察院观政，六月授大理寺评事，己卯考□授工科给事中管节慎库。
2. ↑  《崇祯柒年甲戌科進士履历便覽》：范士髦，曾祖鉴，祖敬之。父一爵。鹿野，书一房，辛亥年十月初九日生，宁晋人，丁卯七十六，会一百二十三名，三甲四名，都察院政，授大理寺左评事，己卯考选工科给事中，管节慎库。辛巳升兵科右，壬午升工科左，癸未升山西副使冀南道。